# Magus
Een magus (meervoud magi, Chaldeeuws: mag, Grieks: μάγος mágos, mv magoi) was een Perzische priester van het zoroastrisme.
In de Behistuninscriptie wordt Gaumata, degene die zich volgens Darius I voordeed als Bardiya en zo een opstand leidde, een magus genoemd. De betekenis is hier onzeker. In de Avesta
is de Vendidad mogelijk een werk van de magi.
Door Herodotus werden de magi in zijn Historiën tweemaal genoemd, als stam zoals in 1.101 en als priesters zoals in 1.132. In De vorming van Kyros van Xenophon zijn de magi belast met alle religieuze zaken. Het kreeg echter ook de betekenis van magie (magikos).
In het Nieuwe Testament verwerden de magiërs tot de wijzen uit het oosten.
Plinius de Oudere bekritiseerde in boek XXX van zijn Naturalis historia de magi vanwege hun astrologie en hun kwakzalverij.
In de islam heeft majus betrekking op de zoroasters.
In India stelden de Sakaldwipiya afkomstig te zijn uit het verafgelegen mythische Shakdvipa, maar waarschijnlijk was dit een groep magi die zo de status van brahmaan wilden bereiken.